# Вемар
Вемар (фр. Vémars) — муниципалитет во Франции, в регионе Иль-де-Франс, департамент Валь-д'Уаз. Население — 2 058 человек (1999).
Муниципалитет расположен на расстоянии около 29 км северо-восточнее Парижа, 37 км восточнее Сержи.

## Демография
Динамика населения (Cassini и INSEE):